# Babiće (Peć)
Pour les articles homonymes, voir Babiće.
Babiq en albanais et Babiće en serbe latin (en serbe cyrillique : Бабиће) est une localité du Kosovo située dans la commune/municipalité de Pejë/Peć et dans le district de Pejë/Peć. Selon le recensement kosovar de 2011, elle compte 96 habitants, tous albanais.

## Démographie

### Évolution historique de la population dans la localité
| 1948 | 1953 | 1961 | 1971 | 1981 | 1991 | 2011 |
| ---- | ---- | ---- | ---- | ---- | ---- | ---- |
| 172  | 144  | 153  | 151  | 178  | 199  | 96   |

|  |